# 19 november
19 november är den 323:e dagen på året i den gregorianska kalendern (324:e under skottår). Det återstår 42 dagar av året.

## Återkommande bemärkelsedagar

### Nationaldagar
- Monacos nationaldag

### Flaggdagar
- Brasilien, brasilianska flaggans dag (Dia da Bandeira)

### Övrigt
- Internationella mansdagen
- Världstoalettdagen firas på initiativ av World Toilet Organization. Dagen firas för att man ska ägna en tanke åt alla de personer som lever utan toaletter, säker sanitet och värdig hygien.
- Världsdagen mot barnmisshandel instiftades 2000 och uppmärksammar utsatta barn världen över. Syftet är att öka medvetenheten om övergrepp mot barn, mobilisera den allmänna opinionen och sprida förebyggande handlingsprogram mot övergrepp.[1]

## Namnsdagar

### I den svenska almanackan
- Nuvarande – Elisabet och Lisbet
- Föregående i bokstavsordning
  - Elisabet – Namnet har, till minne av den ungerska prinsessan och helgonet Elisabet av Ungern (1207–1231), funnits på dagens datum sedan gammalt och har inte flyttats.
  - Lisa – Namnet infördes på dagens datum 1986, men flyttades 1993 till 5 februari och 2001 till 20 september.
  - Lisbet – Namnet infördes på dagens datum 1986 och har funnits där sedan dess.
- Föregående i kronologisk ordning
  - Före 1901 – Elisabet
  - 1901–1985 – Elisabet
  - 1986–1992 – Elisabet, Lisa och Lisbet
  - 1993–2000 – Elisabet och Lisbet
  - Från 2001 – Elisabet och Lisbet
- Källor
  - Brylla, Eva (red.). Namnlängdsboken. Gjøvik: Norstedts ordbok, 2000 ISBN 917227204X
  - af Klintberg, Bengt. Namnen i almanackan. Gjøvik: Norstedts ordbok, 2001 ISBN 9172272929

### Finlandssvenska almanackan
- Nuvarande från 2025[2] – Lisbet, Lisa, Elisabet, Lisen, Bettina, Elise, Elisa
- I föregående revideringar[a][3]
  - 1929–1949 – Saida, Seidi
  - 1950–1999 – Elisabet, Lisa, Lisbet, Elise
  - 2000–2004 – Elisabet, Lisa, Lisen, Lisbet, Elise
  - 2005–2019 – Elisabet, Lisa, Lisen, Lisbet, Elise, Bettina
  - 2020–2024 – Lisbet, Lisa, Elisabet, Lisen, Bettina, Elise

## Händelser
- 461 – Sedan Leo I har avlidit den 10 november väljs Hilarius till påve.[4]
- 1523 – Sedan Hadrianus VI har avlidit den 14 september väljs Giulio di Giuliano de’ Medici till påve och tar namnet Clemens VII.
- 1808 – Konventionen i Olkijoki ingås mellan Sverige och Ryssland.
- 1904 – Startar verksamheten i Nordens första kafferosteri, Paulig, i Helsingfors.
- 1915 – Svenskamerikanske protestsångaren och agitatorn Joe Hill (Joel Emanuel Hägglund) avrättas i Salt Lake City, Utah.
- 1942 – Sovjetryska trupper under general Georgij Zjukov inleder Operation Uranus – motattack vid Stalingrad, som får krigslyckan att vända.
- 1946 – Sverige blir medlem i Förenta nationerna.
- 1973 – Den kultförklarade tv-serien Fem myror är fler än fyra elefanter har premiär.
- 1977 – I ett tal i det israeliska Knesset förklarar Anwar Sadat att Egypten är redo att förhandla om ett fredsavtal.
- 2003 – Lettlands herrlandslag slår ut Turkiet i kvalet till EM 2004 vilket innebär att Lettland för första gången kommer att medverka i ett internationellt mästerskap.

## Födda
- 1600 – Karl I, kung av England, Skottland och Irland 1625–1649.
- 1617 – Eustache Le Sueur, fransk målare.
- 1770 – Bertel Thorvaldsen, dansk skulptör.
- 1801 – George Vickers, amerikansk demokratisk politiker, senator (Maryland) 1868–1873.
- 1817 – James A. McDougall, amerikansk demokratisk politiker, senator (Kalifornien) 1861–1867.
- 1831 – James Garfield, amerikansk politiker, USA:s president 4 mars–19 september 1881.
- 1860 – Vendela Andersson-Sörensen, svensk operasångare.
- 1871 – Edward H. Moore, amerikansk republikansk politiker, senator (Oklahoma) 1943–1949.
- 1875
  - Hiram Bingham III, upptäckare, historiker och politiker, senator (Connecticut).
  - Michail Kalinin, sovjetisk politiker, president 1938–1946.
- 1886 – Tor Borong, svensk skådespelare och inspicient.
- 1887 – James Sumner, amerikansk kemist, mottagare av Nobelpriset i kemi 1946.
- 1888 – José Raúl Capablanca, kubansk schackspelare, världsmästare 1921–1927.
- 1894 – Wacław Stachiewicz, polsk brigadgeneral.
- 1895 – Leif Sinding, norsk regissör och manusförfattare.
- 1900 – Anna Seghers, tysk författare.
- 1904
  - Kurt Bendix, svensk orkesterledare, dirigent och hovkapellmästare.
  - Nathan Freudenthal Leopold, Jr., amerikansk brottsling.
- 1905 – Tommy Dorsey, amerikansk jazztrombonist och storbandsledare.
- 1912 – George E. Palade, rumänsk-amerikansk cellbiolog, mottagare av Nobelpriset i fysiologi eller medicin 1974.
- 1915 – Earl W. Sutherland, amerikansk farmakolog och fysiolog, mottagare av Nobelpriset i fysiologi eller medicin 1971.
- 1916 – Albino Pierro, italiensk poet.
- 1917 – Indira Gandhi, indisk politiker, premiärminister 1966–1977 och 1980–1984.
- 1920 – Gene Tierney, amerikansk skådespelare.
- 1933 – Larry King, amerikansk journalist och programledare.
- 1934 – Kurt Hamrin, fotbollsspelare, VM-silvermedaljör 1958 med mera.
- 1936 – Dick Cavett, amerikansk programledare och komiker.
- 1936 – Yuan T. Lee, taiwanesisk-amerikansk kemist, mottagare av Nobelpriset i kemi 1986.
- 1938 – Ted Turner, amerikansk affärsman, grundade tv-kanalen CNN.
- 1940 – Alberto Nessi, schweizisk, italienskspråkig författare.
- 1942
  - Gary Ackerman, amerikansk demokratisk politiker, kongressledamot 1983–2013.
  - Calvin Klein, amerikansk modeskapare.
- 1944 – Ted Ström, svensk musiker.
- 1947 – Lamar S. Smith, amerikansk republikansk politiker.
- 1948 – Per Odeltorp, svensk musiker, sångare och kompositör med artistnamnet Stig Vig.
- 1951 – Zeenat Aman, indisk skådespelare.
- 1952 – Eddie Rayner, nyzeeländsk kompositör och skådespelare.
- 1956 – Eileen Collins, amerikansk stridspilot och astronaut.
- 1957
  - Eek-a-Mouse, egentligen Ripton Hylton, jamaicansk reggaeartist.
  - Ofra Haza, israelisk sångare.
- 1959
  - Jo Bonner, amerikansk republikansk politiker, kongressledamot 2003–2023.
  - Allison Janney, amerikansk skådespelare.
- 1960
  - Per Carlén, svensk handbollsspelare.
  - Matt Sorum, amerikansk hårdrockstrummis känd från The Cult, Guns N' Roses och Velvet Revolver.
- 1961 – Meg Ryan, amerikansk skådespelare.
- 1962
  - Tommy Andersson, svensk skådespelare.
  - Jodie Foster, amerikansk skådespelare och regissör.
  - Stefan Grybe, svensk barnskådespelare.
  - Sean Parnell, amerikansk republikansk politiker.
- 1969 – Richard Virenque, fransk cyklist.
- 1976 – Petr Sýkora, tjeckisk ishockeyspelare.
- 1977 – Mette Frederiksen, dansk politiker, ordförande för Socialdemokratiet 2015-, statsminister 2019-.
- 1979 – Martin Rutegard, svensk skådespelare.
- 1988 – Patrick Kane, amerikansk ishockeyspelare.
- 1991 – Corey Lemonier, amerikansk utövare av amerikansk fotboll.
- 1992 – Tove Styrke, svensk sångare.
- 1999 – Jevgenija Medvedeva, rysk konståkare.

## Avlidna
- 498 – Anastasius II, påve sedan 496.
- 1661 – Lars Kagg, svensk greve, riksråd och fältmarskalk, riksmarsk sedan 1660.
- 1779 – Jacob Graver, svensk handelsman.
- 1823 – Johan Erik Brooman, svensk operasångare och skådespelare.
- 1828 – Franz Schubert, österrikisk kompositör.
- 1850 – Richard Mentor Johnson, amerikansk demokratisk politiker, USA:s 9:e vicepresident (1837–1841).
- 1873 – John P. Hale, amerikansk politiker och diplomat, senator (New Hampshire) 1847–1853 och 1855–1865.
- 1915 – Joe Hill, amerikansk protestdiktare av svenskt ursprung (avrättad).
- 1936 – Elijah S. Grammer, amerikansk republikansk politiker och affärsman, senator (Washington) 1932–1933.
- 1937 – Axel de la Motte, svensk skådespelare och tapetserare.
- 1944 – Ignacio Bolívar, 94, spansk vetenskapsman.
- 1966 – Robert Ryberg, svensk skådespelare och teaterdirektör.
- 1972 – Ragnar Sandberg, svensk konstnär.
- 1974 – Nils Ranft, svensk skådespelare.
- 1984 – George Aiken, amerikansk republikansk politiker, senator (Vermont) 1941–1975.
- 1988 – Christina Onassis, dotter till den grekiske skeppsredaren Aristoteles Onassis.
- 1992 – Diane Varsi, amerikansk skådespelare.
- 1993 – Kenneth Burke, 96, amerikansk litteraturteoretiker och filosof.
- 1996 – Poul Ströyer, dansk-svensk konstnär, tecknare och illustratör.
- 1997 – Carola Standertskjöld, finländsk sångare.
- 1998 – Albert Christiansen, svensk barnskådespelare och ingenjör.
- 2000 – James Russell Wiggins, amerikansk journalist och diplomat, FN-ambassadör 1968–1969.
- 2002
  - Birgit Eggers, svensk skådespelare.
  - Leif Forstenberg, svensk skådespelare.
  - Prins Alexandre de Mérode, medlem i Internationella olympiska kommittén.
- 2004
  - Terry Melcher, amerikansk kompositör, låtskrivare och producent.
  - John R. Vane, brittisk farmakolog, mottagare av Nobelpriset i fysiologi eller medicin 1982.
- 2006 – Jan ”Nanen” Ericsson, 62, svensk bandyprofil.
- 2008 – John Michael Hayes, 89, amerikansk filmmanusförfattare.
- 2009 – Elisabeth Söderström, 82, svensk operasångare.
- 2011 – John Neville, 86, brittisk skådespelare.
- 2012
  - Pete La Roca, 74, amerikansk jazztrummis.
  - Warren Rudman, 82, amerikansk politiker och tidigare senator (New Hampshire) 1980–1993.
  - Boris Strugatskij, 79, rysk science fiction-författare.
- 2013 – Frederick Sanger, 95, brittisk biokemist, mottagare av Nobelpriset i kemi 1958 och 1980.
- 2014 – Mike Nichols, 83, amerikansk film- och teaterregissör, producent och manusförfattare (Mandomsprovet).
- 2016 – Karl G Gustafson, 80, svensk skådespelare med smeknamnet Kåge.
- 2017 – Charles Manson, 83, amerikansk seriemördare.
- 2021 – Hans-Erik Dyvik Husby, 49, mer känd som Hank von Helvete. Norsk sångare i bandet Turbonegro. Spelade rollen som Cornelis Vreeswijk i filmen Cornelis från 2010.
- 2023 – Joss Ackland, 92, brittisk skådespelare.